# Jack Dempsey (The Nonpareil)
Jack Dempsey, genannt The Nonpareil, eigentlich John Edward Kelly (* 15. Dezember 1862 in Curragh im County Kildare, Irland; † 2. November 1895 in Portland, Oregon) war ein irischer Boxweltmeister im Mittelgewicht.
Nachdem im Mai 1909 ein verspäteter Nachruf auf ihn in der Seattle Daily Times erschienen war, wurde er nach seinem Tod noch einmal sehr populär. John L. Sullivan wollte ihm ein Monument auf sein Grab setzen lassen, was die Familie aber ablehnte.
Ihm zu Ehren nahm der als William Harrison Dempsey geborene spätere Weltmeister im Schwergewicht den Vornamen Jack an und nannte sich Jack Dempsey.
Er stand gegen viele bekannte Boxer im Ring, häufig auch gegen Schwergewichtler, so zum Beispiel: James J. Corbett, Bob Fitzsimmons und auch John L. Sullivan.